# 足球经理2023
《足球经理2023》是一款由Sports Interactive开发，世嘉发行的足球经理模拟游戏。本游戏是足球经理系列的作品。多数游戏平台于2022年11月8日上发布，Windows和Mac的抢先体验开始于游戏发布两周前，  PlayStation 5的完整游戏发布已被推迟。 《足球经理2023》主机版在Xbox和PlayStation主机上发布，并在后者上首次亮相； 《足球经理2023 移动版》可在Android和iOS设备上使用；《足球经理2023 触控版》同时在Nintendo Switch和Apple Arcade上发布。
截至2023年6月，《足球经理2023》是《足球经理》系列中销售最多的版本，销售量数量是本系列平均水平的两倍多。《足球经理》系列通常每代有大约200万玩家，但《足球经理2023》是这个数字的两倍多，拥有500万玩家。 

## 特色
与该系列之前的作品不同，《足球经理2023》获得了欧足联俱乐部比赛的许可。因此欧洲女子冠军联赛将在游戏的未来版本中首次亮相。 游戏的实体包装经过改进，碳足迹减少了 53%。 
游戏官方提供修改器（中文社区称为“核武”），可以游戏中对多个项目进行实时编辑，譬如球员的完整属性档案。你也可以修改平常无法在游戏内调整的属性，比如能力和潜力。职员的一些细节也可以改变，当然你也可以改变俱乐部的财务和声望等。
尽管本游戏系列在早期对于游戏的中文化十分抵触，但在足球经理2019之后的中文化仍然收获了较好的评价，例如中文版中球员对于首发时间不满，会说出文言文：“事已至此，悔之晚矣，早知如此，何必当初；我意已决，多留无益，若不从吾，汝命休矣”。

## 评价
游民星空编辑细拉指足球经理系列经久不衰，拥有庞大真实的数据库，而其核心玩法久玩不腻。细拉赞扬本作对比系列前作《足球经理2022》引擎有所改进，从而丰富了动画效果，令游戏中的球员动作变得更加真实；然而又批评引擎的改动导致后卫常常会作出低级错误，指斥其为“匪夷所思”。他同时称游戏中的功能，如阵容规划员、球探报告、球探会议实用程度不高，有待提升。Rock, Paper, Shotgun则赞赏本作去掉或者简化了大多数管理一个虚拟球队所带来的麻烦，更接近旧版‘冠军主帅’的版本。